# To Hell and Back
To Hell And Back es el segundo álbum de estudio de la banda de power metal, Sinergy lanzado el 8 de agosto de 2000. Incluye una versión del sencillo de Blondie, "Hanging On The Telephone"

## Lista de canciones
1. «The Bitch Is Back» – 4:05
2. «Midnight Madness» – 4:14
3. «Lead Us to War» – 4:13
4. «Laid to Rest» – 5:40
5. «Gallowmere» – 5:45
6. «Return to the Fourth World» – 4:09
7. «Last Escape» – 4:32
8. «Wake Up In Hell» – 6:55
9. «Hanging On the Telephone» – 2:03
10. «Invincible» - 4:10 (Pista adicional para Japón)

- En Corea se lanzó con tres pistas adicionales
  - «Venomous Vixens»
  - «The Warrior Princess»
  - «Razorblade Salvation»

- Datos: Q3494191